# Teresa Wilms Montt
María Teresa de las Mercedes Wilms Montt, nota come Teresa Wilms Montt (Viña del Mar, 8 settembre 1893 – Parigi, 24 dicembre 1921), è stata una scrittrice e poetessa cilena dei primi decenni del Novecento.
Di famiglia aristocratica, sposatasi all'età di 17 anni contro la volontà dei genitori, venne in seguito rinchiusa in un convento, accusata di adulterio e privata delle due figlie. Nel 1916 riuscì a fuggire a Buenos Aires e ad affermarsi come scrittrice, per poi raggiungere l'Europa, dove visse a contatto con i più importanti intellettuali e artisti dell'epoca.
Morì suicida a Parigi all'età di ventotto anni nel 1921.
In vita, nell'arco di tre anni, pubblicò quattro libri di prosa poetica e uno di racconti, mentre i suoi diari sono stati dati alle stampe dopo la sua morte. Le sue vicende biografiche, i suoi amori e la sua particolare avvenenza, immortalata dai pittori Anselmo Miguel Nieto, Julio Romero de Torres e celebrata da Valle-Inclan, Huidobro, Guillermo de Torre e Gómez de la Serna, il suo destino errabondo che la portò, giovanissima, a lasciare per sempre il Cile e a viaggiare fra due continenti, il suo temperamento anticonformista ed inquieto, in contrasto con le convenzioni sociali del tempo, l'hanno resa famosa presso i contemporanei, spesso nella veste di femme fatale.
Famosi e riconosciuti intellettuali del tempo, fra cui Valle-Inclan e Juan Ramón Jiménez, ne tesserono le lodi, ma dopo la sua morte per molti decenni la sua importanza come figura letteraria venne del tutto oscurata.
Nel 1993, in occasione del centenario della sua nascita, la pubblicazione della sua biografia, seguita da quella integrale della sua opera, hanno avviato un percorso di riscoperta di Teresa Wilms Montt da parte della critica. A partire dal primo decennio del XXI secolo, grazie anche ad un film ispirato alla sua vita, la sua produzione letteraria è stata riportata alla luce da diversi editori europei, permettendo ad un pubblico più vasto di farne conoscenza.

## Biografia
Teresa Wilms Montt nacque a Viña del Mar, in Cile, da Luz Victoria Montt y Montt, catalana, imparentata con tre presidenti della Repubblica del Cile (Manuel Montt 1851-1861, Jorge Montt, 1891-1896, Pedro Montt 1906-1910) e Federico Guillermo Wilms y Brieba, discendente della dinastia reale prussiana degli Hohenzollern. Era la seconda figlia della coppia e aveva sette sorelle. Il padre, desideroso di un figlio maschio, mascolinizzò il suo nome chiamandola con l'appellativo "mi Tereso". In linea con quanto riservato alle figlie delle famiglie dell'alta società, il cui destino era quello di essere preparate ad un matrimonio di rango, venne educata da governanti e precettori privati; ricevette lezioni di musica (suonava il piano, la cetra e la chitarra), canto, ballo, buone maniere, imparò il francese, l'inglese, l'italiano, il portoghese.
Fin da bambina manifestò uno spirito ribelle; diversamente dalle sorelle che si dilettavano nelle tradizionali attività riservate alle fanciulle, Teresa trascorreva il suo tempo immersa nella lettura, per lo più di scrittori e poeti francesi, come Flaubert, Baudelaire e Verlaine, rimproverata per questo dalle madre che la accusava di perdere tempo inutilmente. Amava la solitudine, suonare al pianoforte le arie di Tosca, Madama Butterfly e delle altre eroine di Puccini. Un giorno la governante la obbligò a copiare cento volte il verbo obbedire. Nei suoi diari annotò, usando la terza persona: «L'infelice Teresa passa la vita a copiare il verbo obbedire; lo conosce molto bene grammaticalmente, senza aver pensato mai di praticarlo».
Nel 1910, all'età di 17 anni, contro la volontà di entrambe le famiglie, sposò in una cerimonia segreta Gustavo Balmaceda Valdés, un funzionario del fisco, orfano di madre, di stirpe aristocratica ma dotato di scarse risorse economiche, che aveva conosciuto nell'estate dell'anno precedente durante uno dei tanti ricevimenti dati a villa Wilms. Dopo questo matrimonio i genitori di Teresa non vollero più incontrarla.
All'indomani delle nozze emersero i primi contrasti all'interno della coppia, stabilitasi nella capitale cilena. Teresa partecipava al vivace ambiente intellettuale di Santiago; frequentava poeti e amici, gli spettacoli all'Opera, recitava, suonava e cantava durante i ritrovi, diventando il centro dell'attenzione nelle tertulias e nel Club de la Unión. Il Capodanno del 1911 recitò davanti a un pubblico ammirato una ballata de La Bohème. Il marito, sempre più geloso di lei, iniziò a manifestare atteggiamenti aggressivi nei suoi confronti, facendo scenate in pubblico; ben presto si rifugiò nell'alcol. Tra il 1911 e il 1914, periodo durante il quale nacquero le due figlie, Elisa "Chita" e Sylvia Luz, la coppia si trasferì da Santiago ad altre città del paese. Alla fine del 1911 si stabilì a Valdívia, una città del sud. Nei suoi diari Teresa registrò i suoi momenti di profonda solitudine, ma anche le nuove amicizie, avviate nei circoli letterari con i quali venne a contatto.

### Dallabohèmeal convento

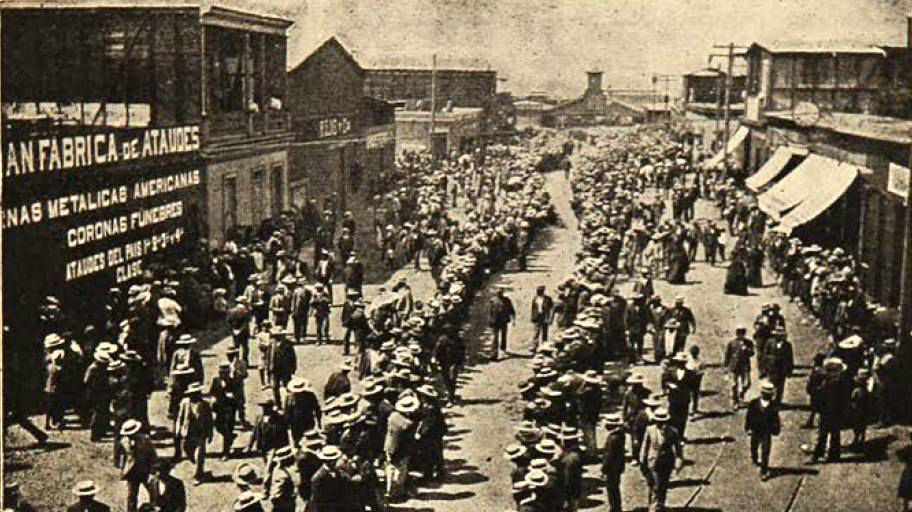
Iquique, 1907. Operai in corteo durante lo sciopero generale

Dal 1912 a metà 1915 visse a Iquique, una città del nord capitale della regione di Tarapacá, resa prospera dalla scoperta, a fine Ottocento, di giacimenti di salnitro, ma anche teatro di grandi tensioni sociali, culminate nel 1907 nell'eccidio della scuola Santa María nel quale vennero uccisi dall'esercito migliaia di lavoratori durante uno sciopero generale.
Centro economico nevralgico del paese, Iquique era diventata nei primi decenni del XX secolo una città cosmopolita, meta di intellettuali e artisti di diversa provenienza, a cui Teresa Wilms Montt si avvicinò, frequentando i circoli e i luoghi tradizionali di ritrovo, allora poco aperti ad un pubblico femminile. Conobbe, fra gli altri, il poeta Víctor Domingo Silva e pubblicò i suoi primi testi sulla stampa locale sotto lo pseudonimo di Tebal.
Strinse amicizia con Luis Emilio Racabarren, il padre del movimento operaio rivoluzionario cileno, e aderì agli ideali femministi e anarchici propugnati dalla femminista spagnola Belén de Sárraga, in visita in Cile nel 1913. Quest'ultima, amica di Victor Domingo Silva, alloggiava all'Hotel Phoenix, lo stesso in cui risiedeva Teresa Wilms Montt, e fu lì probabilmente che le due donne si incontrarono, complice anche la loro comune amicizia con il poeta cileno. Il marito di Teresa, Gustavo Balmaceda, in questa occasione si distinse invece per la sua opposizione alla presenza della femminista spagnola a Iquique, da lui definita nella stampa locale, una "conferenziera giacobina".

Teresa Wilms Montt si avvicinò anche alla Massoneria, diventando, con orrore del marito, una "libera pensatrice". Così Teresa dipinse nei suoi Diari il periodo trascorso a Iquique:
(Teresa Wilms Montt, Diarios íntimos, 1915)

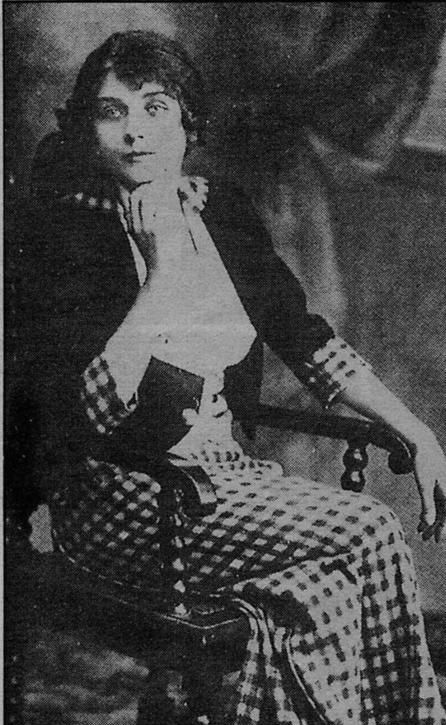
Teresa Wilms Montt a Iquique, 1914

La relazione con il marito, già difficile, peggiorò progressivamente. Balmaceda, geloso della moglie e contrario ad assecondarne le aspirazioni letterarie, aumentò il risentimento nei suoi confronti, sottoponendola a continui maltrattamenti. In un romanzo pubblicato nel 1917, intitolato Desde lo alto (Dall'alto), nel quale Balmaceda raccontò le sue vicende matrimoniali attraverso i personaggi di Mariano Echagüe e della moglie Ester Krause, così definì Teresa/Ester: «In quell'anima smarrita, pervertita da letture assorbite senza disciplina e a cottimo, si produsse un'aridità molto poco femminile, un ateismo di quelli devastanti e travolgenti».
Quando nel 1915 egli scoprì, attraverso alcune lettere, la relazione amorosa che Teresa intratteneva con il cugino Vicente Zañartu Balmaceda, affidò al giudizio di un consiglio di famiglia le sorti della donna. Il 18 ottobre 1915 Teresa venne fatta rinchiudere nel Convento de la Preciosa Sangre di Santiago nel quale venivano recluse le donne con problemi mentali e quelle allontanate per volere della famiglia; le sue figlie vennero poste sotto la tutela dei nonni paterni.
Del triste periodo trascorso tra le mura del convento Teresa diede testimonianza nel suo diario, in parte rivolto, con soprannomi e licenza poetica, al cugino Vicente, in parte a registrare lo stato di isolamento e di prostrazione che la portò il 29 marzo 1916 a tentare per la prima volta il suicidio.

### Fuga a Buenos Aires

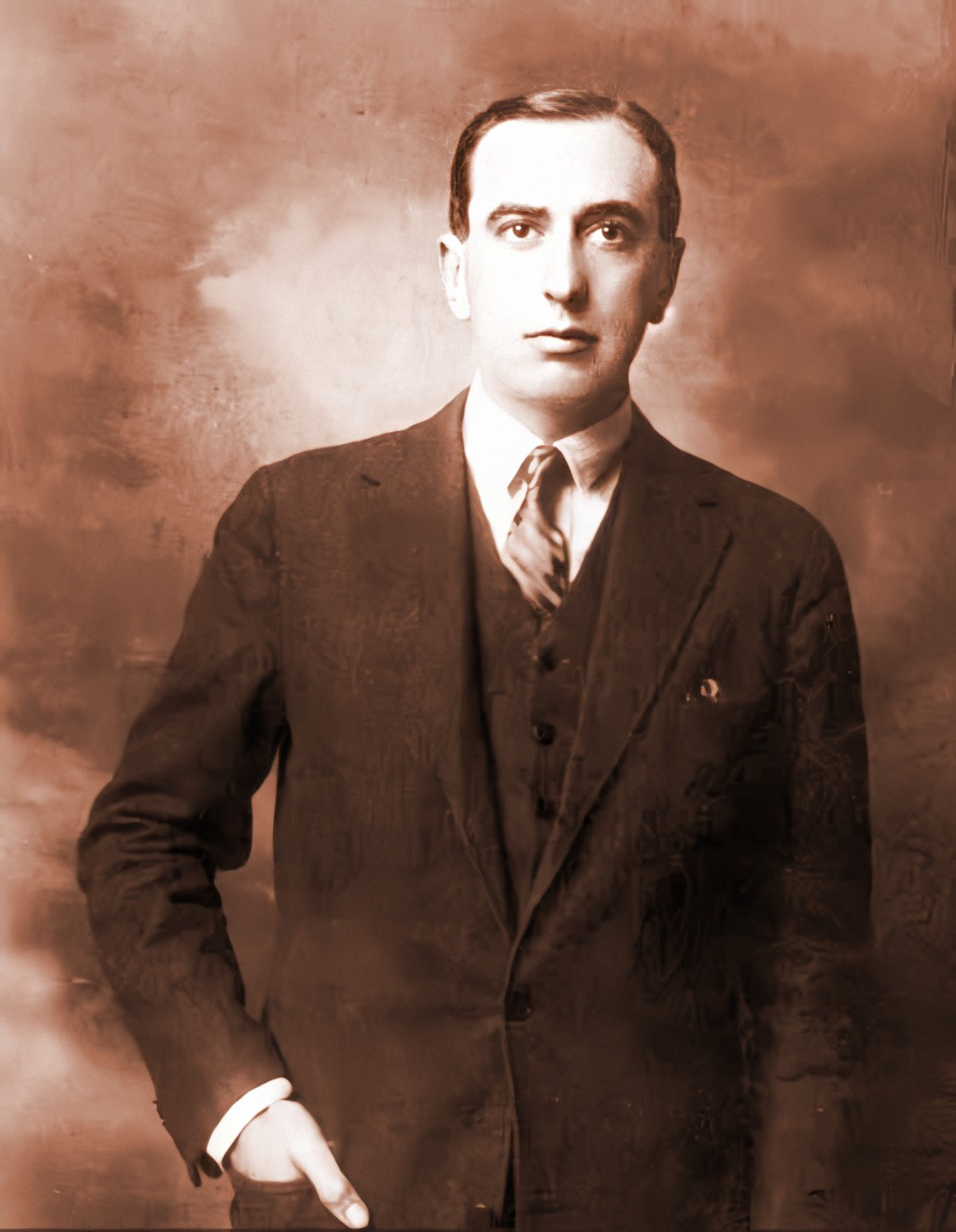
Il poeta cileno Vicente Huidobro (1893-1948), amico d'infanzia di Teresa Wilms Montt

Nel giugno 1916 il poeta cileno Vicente Huidobro, suo amico d'infanzia, con l'aiuto del padre di Teresa che probabilmente le fornì il denaro, preferendo la fuga all'estero della figlia alla sua imbarazzante e inquietante presenza vicino a casa, organizzò la sua fuga dal convento, travestendola da vedova per mescolarsi fra coloro che assistevano quel giorno alla messa.
Prima di fuggire, Teresa scrisse nel suo diario: «Sono determinata a guadagnarmi da vivere come donna, senza macchiarmi, e a conquistare un nome, poiché lascerò il mio. Sarà orribile partire, lasciare le mie figlie, ma [...] io non sono degna di loro e non potrei mai averle al mio fianco». La fuga di Teresa sollevò notevole scandalo negli ambienti della capitale, all'interno dei quali perse ogni credito; la sua famiglia, anzitutto la madre che avrebbe in seguito rifiutato ogni contatto con lei, anche di tipo epistolare, la cancellò dalla sua vita.
Con l'amico Huidobro varcò i confini del paese prendendo il treno transandino che lo zio Pedro Montt aveva inaugurato nel 1910 e raggiunse Buenos Aires, in Argentina, dove il poeta doveva partecipare a una conferenza all'Ateneo Hispano. Il circolo intellettuale cosmopolita della città, cui l'amico poeta la introdusse, ebbe un effetto positivo su di lei. Conobbe gli scrittori Victoria Ocampo, Jorge Luis Borges e la femminista "Pele" Pelegrina Pastorino; iniziò la sua collaborazione nella rivista Nosotros, in cui scrissero, fra gli altri, Gabriela Mistral, Huidobro, Unamuno, Azorín, Valle-Inclán. Così Joaquín Edwards Bello, come Teresa figlio ribelle di una famiglia aristocratica cilena, avrebbe scritto di lei qualche anno dopo averla conosciuta a Buenos Aires:
(Joaquín Edwards Bello, Teresita Wilms)
L'anno successivo pubblicò il suo primo libro, Inquietudes Sentimentales, una raccolta di cinquanta poesie che fu molto ben accolta negli ambienti intellettuali di Buenos Aires, e pochi mesi dopo Los Tres Cantos, descritto dalla critica come una "miscela di erotismo e spiritualità".
In un'intervista concessa ad una rivista della capitale, Teresa manifestò tutta la sua distanza dal paese natale, giudicato culturalmente arretrato, e l'ammirazione per l'Argentina che l'aveva accolta:
(Teresa Wilms Montt, intervista di César Mathos per la rivista Fray Mocho, 1917)
Il suo soggiorno in Argentina si sarebbe però ben presto concluso. Il 26 agosto 1917 a Buenos Aires uno dei suoi corteggiatori, il ventenne Horacio Ramos Mejía, membro di una delle famiglie aristocratiche più influenti e rispettate dell'Argentina, perdutamente innamorato di lei, ritenendo che il suo amore non fosse corrisposto come sperava, si suicidò davanti ai suoi occhi tagliandosi le vene.

### New York-Madrid
Sconvolta profondamente da questa tragica morte, Teresa decise di cambiare radicalmente la propria vita. Il 13 dicembre 1917 si imbarcò sul Vestris, la nave diretta a New York, con l'intenzione di fare pratica in qualche ospedale, per poi arruolarsi come volontaria della Croce Rossa in Europa e prestare aiuto alle truppe alleate impegnate nel primo conflitto mondiale. Il 1º gennaio 1918, ancora a bordo della nave, tentò per la seconda volta di suicidarsi gettandosi in mare, ma un passeggero riuscì a fermarla. Annotò nel suo Diario: «Dopo alcuni istanti di serena follia, ho chiamato la morte. Mi è apparsa con le braccia protese dalle luccicanti scaglie dell'oceano, e l'ho sentita chiamarmi con voce debole. I suoi occhi neri, penetranti e attraenti, aprirono ai miei piedi l'ampio pendio del vuoto».
Giunta a destinazione il 4 gennaio 1918, venne fermata a Ellis Island dalle autorità americane che sospettando fosse una spia tedesca a causa del suo aspetto fisico e del cognome paterno, le impedirono di scendere e la trattennero in cabina per due giorni. Una volta rilasciata, la scrittrice cilena decise di scegliere un'altra destinazione e salì su una nave diretta in Spagna.

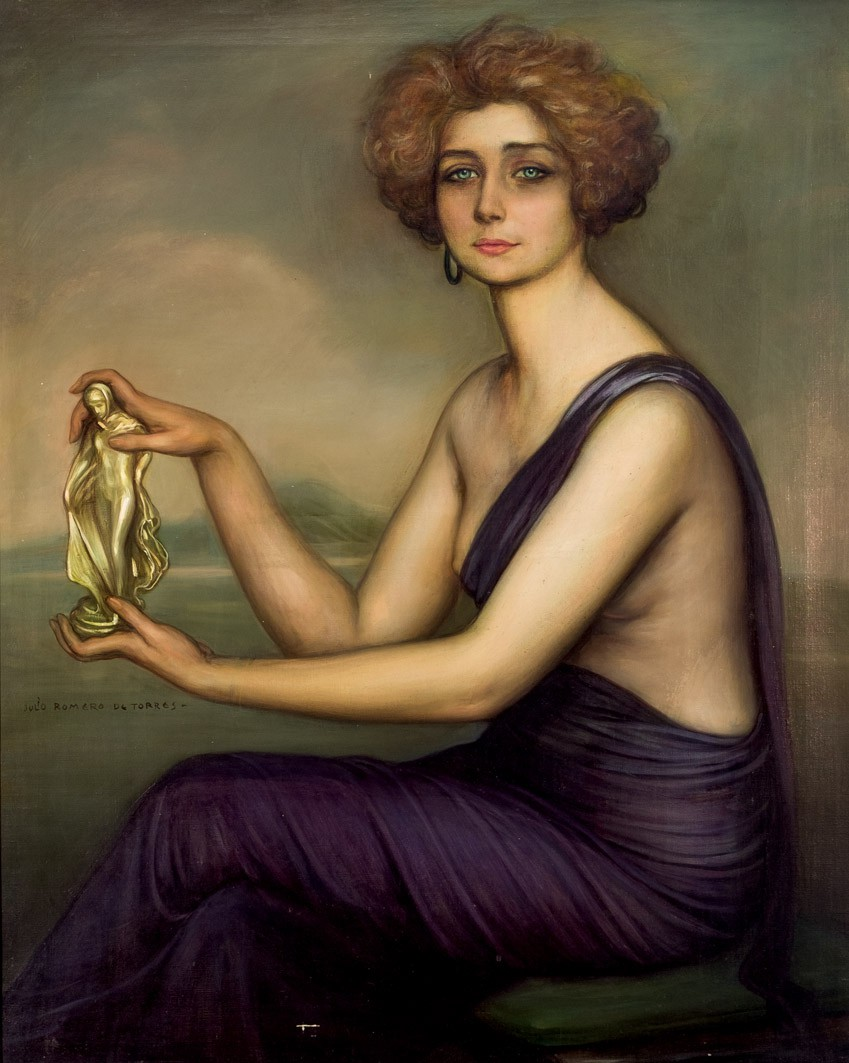
Ritratto di Teresa Wilms Montt (circa 1920) realizzato da Julio Romero de Torres

Nel febbraio del 1918 si stabilì a Madrid in una pensione. Qui condusse una vita bohémienne; divenne la musa del pittore Julio Romero de Torres che la presentò agli scrittori Gómez de la Serna e Ramón del Valle-Inclán. Con quest'ultimo strinse una tenera amicizia: ne lesse le poesie all'Ateneo di Madrid e intraprese in sua compagnia un viaggio in Andalusia, Toledo, Segovia e Ávila, per scoprire la vita e l'opera di Santa Teresa de Jesús. Nella capitale spagnola conobbe anche Antonio e Manuel Machado, Guillermo de Torre, García Lorca, Martínez Sierra y María Lejárraga.
Nel maggio 1918 pubblicò il suo terzo libro, En la Quietud del Mármol, 35 frammenti in prosa poetica con soggetto l'amore e la tragedia di Horacio Ramon Mejías (da lei chiamato Anuarí), l'innamorato morto suicida a Buenos Aires, firmandosi con lo pseudonimo di Teresa de la † (Teresa de la Cruz). A distanza di pochi mesi uscì Anuarí, con la prefazione di Valle-Inclán, sempre dedicato a quello che avrebbe confessato essere stato l'unico vero amore della sua vita.
Durante una corrida, Teresa conobbe anche il re Alfonso XIII, suo vicino di palco. Il giovane re, frequentatore in incognito di alcune tertulias e caffè della capitale, colpito dalla sua bellezza e dai suoi originali poemi, le conferì la croce al merito, di cui la scrittrice andò fiera indossandola come pendente in una collana che portò fino alla sua morte.
A Madrid ebbe una breve storia sentimentale con il figlio di un grande impresario e aristocratico cileno, Arturo Cousiño, il quale però interruppe la relazione, preoccupato della cattiva fama con cui Teresa era conosciuta in patria, definendola "una bohemia, una nómada".
Nell'agosto 1918 la scrittrice tornò per un breve periodo in Argentina per pubblicare il suo quinto e ultimo libro, un volume di racconti: Cuentos para hombres que son todavía niños. Durante un'intervista che rilasciò, in cui le chiesero se avesse o meno intenzione di ritornare in Cile, rispose: «Mai più».
Nel giugno 1919 Teresa Wilms Montt era a Londra; poco tempo dopo, mentre stava per varcare la frontiera a Calais per andare in Francia, venne fermata dalla polizia ed espulsa dall'Inghilterra, perché sospettata di bolscevismo. Alla fine di dicembre era nuovamente a Madrid, poi a Siviglia, Cordoba e Granada. Riflettendo su questi continui spostamenti, avrebbe commentato nel suo diario: «sono fuggita dall'Argentina perché il mio destino è errare».

### Parigi
Arrivò nella capitale francese nel 1920, probabilmente motivata da un possibile incontro con le figlie. Prima del loro arrivo entrò in contatto con gli artisti surrealisti, conobbe André Breton, Paul Éluard, Max Ernst e collaborò con la rivista letteraria La Guirlande. Rivide le figlie, di sette e nove anni, dopo cinque anni di separazione; l'incontro sarebbe stato reso possibile da alcuni servitori di José Ramón Balmaceda, tutore delle bambine, che avrebbero informato Teresa dell'imminente soggiorno a Parigi del suocero, in missione diplomatica.
Nell'ottobre 1921 la famiglia Balmaceda tornò in Cile. Il dolore di separarsi nuovamente dalle figlie le causò una forte depressione. Smise di scrivere, si chiuse in camera e cominciò ad assumere oppio, morfina e sedativi.
Poco prima del Natale del 1921 tentò il suicidio con un'overdose di Veronal. Dopo due giorni di agonia, morì il 24 dicembre all'ospedale Laennec di Parigi, all'età di 28 anni.
Nelle ultime annotazioni del suo Diario scrisse:
(Teresa Wilms Montt, Diario intimos, Parigi 1921)
È sepolta nel cimitero di Père Lachaise, vicino a Oscar Wilde e alle tombe di Edith Piaf, Eloísa e Abelardo.
Nel 2009 la sua vita è stata ricordata nel film Teresa: Crucificada por amar della regista Tatiana Gaviola.

## Produzione letteraria

### Inquietudes sentimentales(1917)

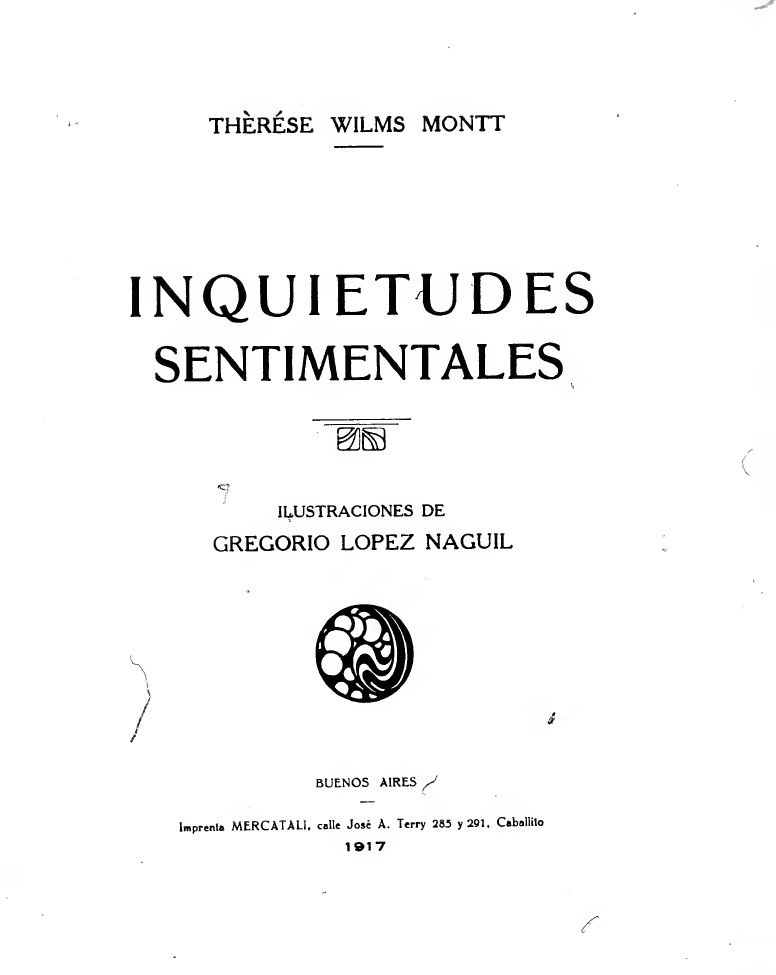
Inquietudes Sentimentales il primo libro di Teresa Wilms Montt pubblicato a Buenos Aires nel 1917

Pubblicata a Buenos Aires nel 1917 dall'editore Mercatali, l'opera porta la firma di Thèrése Wilms Montt (con gli accenti errati, che verranno corretti solo nel suo terzo libro, En la quietud del mármol) ed è corredata al suo interno da quattro illustrazioni in bianco e nero del pittore e illustratore argentino Gregorio López Naguil. Si compone di 49 prose poetiche senza titolo, precedute da un numero progressivo, dai tratti surrealisti e modernisti. Nel Preliminar l'autrice rassicura il lettore che le pagine offerte non hanno la pretesa di essere "letteratura", ma che intendono rappresentare lo sfogo sincero e spontaneo della sua anima, poiché per lei scrivere è "come ridere o piangere"; ciò che vuole è mantenere la stessa naturalezza con cui «vola il passero, scorre il torrente, germina la pianta».
Inquietudes sentimentales ricevette elogi dalla critica bonaerense e fu ristampato tre volte. Alcuni critici riscontrarono in quest'opera una certa influenza di Huerto Agnóstico dello scrittore colombiano Vargas Vila per lo stile che mescolava macabro ed erotico.
di lubricità, e una carezza impudica e carnale,
di traverso al mio passo e al mio cammino. E una voce dal suono indefinibile, come il duro singhiozzo
di un bambino, che mi sussurra: Vieni! Io sono l’eros.
Ed io andavo seguendo questa menade folle, come
un lembo d’acciaio segue la calamita. Avanzavo
sospinta dal mistero.»
(Teresa Wilms Montt, Inquietudes sentimentales, VII, 1917, trad. di Cristina Sparagana)
Norberto Flores Castro ha rilevato come questi versi, di tono saffico, affermino il principio del piacere contro il concetto riproduttivo della sessualità e dell'assoggettamento femminile, e ha indicato la presenza, in Inquietudes sentimentales, di «venature del sensualismo che caratterizzò il modernismo (XXXV, XLIII), poesie che precedono la compiuta semplicità delle future odi nerudiane (XIX, XLVIII) e temi che anticipano i conflitti sociali che domineranno la letteratura cilena nei successivi decenni (XXIV)».

### Los tres cantos(1917)
L'opera è costituita da tre prose poetiche intitolate La mañana, El crepúsculo, La noche, seguite da El Diario de Sylvia (Apuntes para una novela), diviso in otto capitoli e collocabile nel genere autobiografico. Per la sua struttura, lo stile e i supporti semantici che lo rendono simile a un'invocazione o ad un salmo, Los tres cantos sono stati ritenuti ispirati alla Liturgia delle ore. Caratteristico, fin dall'apertura dei tre poemi, è l'uso dell'iterazione; ognuno di essi è contraddistinto dalla ripetizione di un verbo coniugato all'imperativo/esortativo, che l'autrice rivolge alla propria anima: canta (La mañana); prega (El crepúsculo); piangi (La noche). Il primo canto celebra la vita, l'amore e la natura; nel Crepúscolo, un simbolo ricorrente della poetica di Wilms Montt, l'implorazione rivolta alla natura si accompagna all'immagine dell'avanzare della notte, che a sua volta introduce il dolore.
las apariciones tétricas; la hora en que nace el

destino de los hombres!

iReza contrita, alma mia; que llega el dolor!

Se va el sol, y de alas de mariposas muertas

nacen flores para las tumbas»
cupe apparizioni; l'ora in cui nasce il

destino degli uomini!

Prega contrita, anima mia; arriva il dolore!

Il sole tramonta, e dalle ali di farfalle morte

nascono fiori per le tombe»
(Teresa Wilms Montt, Tres cantos, El crepúscolo, 1918)
La Noche è dominata dal tema dell'amore perduto e della morte, invocata dall'autrice per porre fine alle sue sofferenze. Alla natura rivolge la preghiera di prendersi cura dell'amato, dando in sacrificio se stessa e l'immagine utilizzata, quasi vampiresca, rappresenta un tema comune all'estetica dell'orrore del romanticismo/decadentismo: «prendi da me la mia giovinezza per nutrire i tuoi necrofagi che ti circondano, e il sangue delle mie arterie, perché si inebrino come in un vino rosso dell'oblio».

### En la quietud del mármol(1918)

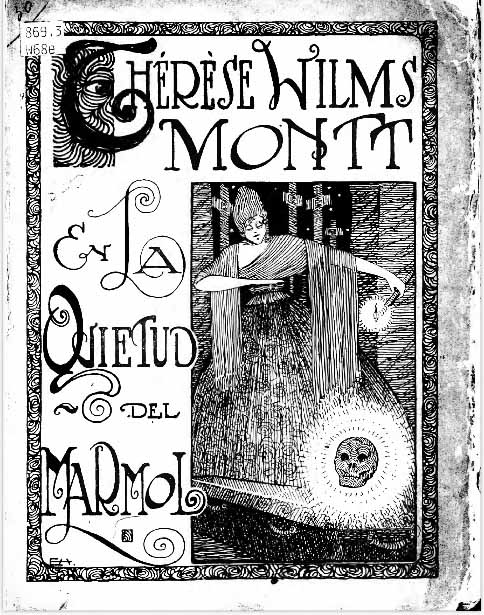
En la quietud del mármol, 1918

Scritta nel 1918, con il prologo del celebre scrittore e giornalista guatemalteco Enrique Gómez-Carrillo, è un'opera di prosa poetica dedicata a Horacio Ramos Mejías, il giovane amante che nell'agosto 1917 si suicidò di fronte a lei. Si compone di 35 frammenti di prosa poetica, nei quali l'autrice si rivolge all'amante morto, Anuarí, usando toni nel contempo devozionali ed erotici. Il dolore e la morte sono ricondotti all'idea di bellezza, con echi che richiamano il decadentismo e la poesia metafisica. Le diadi vita-amore/morte-dolore sono presenti in tutta l'opera, contrappuntata da elementi macabri e dall'uso reiterato di termini funebri, come «ataúd (7), feretro (5), tumba (5), cementerio (2), losas funerarias (2), etc.», e altrettanti riferimenti alla natura, al cosmo e alla vita: «yerba, pajaro, trigo, flores, ola, viento, meteoro, aerolito».
I ricordi della persona amata sono accompagnati dall'evocazione di sogni erotico-sensuali, ricchi di allusioni a zone erogene: bocca, labbra, carne, braccia, corpo, mani.
L'amato viene rappresentato come un simbolo, un idolo pagano, ma anche come un corpo palpitante, ispiratore di una lirica erotica che rende l'autrice con le sue passioni il fulcro della poesia:
veneno insomne en mis miembros. Todos ellos se retuercen en convulsiones espasmódicas de delirio ; claman por la caricia aguda de tu cuerpo,
de tu carne joven, perfumada de primavera.
Mi boca está sedienta de lujuria.»
veleno insonne nelle mie membra. Si contorcono tutte in convulsioni spasmodiche di delirio; gridano per la carezza acuta del tuo corpo, della tua giovane carne, profumata di primavera.
La mia bocca ha sete di lussuria.»
(Teresa Wilms Montt, En la quietud del mármol, XIV, 1918)
Il tema dell'appropriazione del corpo dell'amato morto ("Anuarí mio, che nessuno può disputarmi; perché il mio amore, il mio amore e il mio dolore, mi danno il diritto di possederlo interamente") è comune a Los sonetos de la muerte di Gabriela Mistral e richiama il topos della "morte di una bella donna", della "musa muerta" proprio dell'estetica decadentista, espresso in sintesi da Poe nel suo La filosofia della composizione (1846): «la morte di una bella donna è, fuor di discussione, il più poetico tema in tutto il mondo».

### Anuarí(1918)
Nello stesso anno, con lo pseudonimo di Teresa de la † (Teresa de la Cruz, la parola croce è disegnata), pubblica Anuari, il nome con il quale chiamava affettuosamente il giovane amante morto suicida. Il libro, da lei stessa tradotto in francese nel 1920, ha un prologo di Valle-Inclán.
Sia nella biografia dell'autrice che nell'introduzione di González-Vergara alla versione del 1994 delle sue opere complete, Anuarí viene ritenuto un'edizione scomparsa. Nella raccolta postuma di alcuni scritti dell'autrice cilena pubblicata nel 1922 dall'Editorial Nascimento, vengono erroneamente ritenute appartenenti a quest'opera delle poesie contenute invece nel precedente libro En la quietud del marmol. Solo nel 2009 è stata pubblicata la versione corretta di Anuarí dall'editore madrileno Torremozas, sulla base dell'edizione originale del 1918.
Il libro, ritenuto un'estensione poetica de En la quietud del mármol, si compone di 46 poemi di prosa poetica, incentrati anch'essi sul ricordo dell'amante suicida e sul tema della morte. L'apertura è un omaggio alla "dulce" Argentina, "terra benedetta" in cui riposa l'amato. Anche in questa raccolta macabro ed erotico si fondono, abbondano simbolismi ed elementi fantastici e soprannaturali, il riferimento a droghe e allucinogeni, la personificazione degli oggetti e della natura (il ticchettio dell'orologio diventa il ritmo di un "malato di cuore", le stelle piangono o ammiccano, la luna è ferita, i monti ridono, ecc.).
En baile frenético se desparramaron mis ojos en las órbitas.

Aproximé el cristal en los labios, y el imán del ajenjo sorbió mis pupilas. Desde el fondo me miraron ellas burlonas, alargadas por el placer.»
In una danza frenetica i miei occhi si dispersero nelle orbite.

Avvicinai il cristallo alle mie labbra e il magnete dell'assenzio mi risucchiò le pupille. 
Dal basso mi guardavano beffarde, allungate dal piacere.»
(Teresa Wilms Montt, Anuarí, XV, 1918)

### Cuentos para hombres que son todavía niños
Pubblicata a Buenos Aires nel febbraio 1919, l'opera raccoglie otto racconti, nella maggior parte con protagonisti donne, bambini o figure genitoriali. È l'ultimo libro che scrive in vita, ed è dedicato alle figlie “Elisita y Silvia”. Secondo Ricardo Davila Silva, che recensì la raccolta ne La Nación, «solo due o tre di queste storie meritano un tale nome»; le altre narrazioni sarebbero «schizzi, saggi, semiconfidenze, ricordi di deliziosa ingenuità e di innocua malizia».
Mahmú, il primo racconto, è incentrato sul dialogo fra Teresita e una bambola di pezza semi-umana, una figura che la narratrice confessa di aver creato sotto gli effetti della droga, alla quale racconta la sua condizione di solitudine e le sue afflizioni. In Tambien para ellos... protagonista è un asinello solitario che guadagna la libertà dopo aver vissuto la schiavitù, mentre in Caperucita roja l'autrice rilegge in chiave moderna la popolare fiaba, riservando al personaggio principale, una quindicenne che si innamora di un pescatore e abbandona la madre, ignara, per seguirlo, una morte violenta per mano dell'amato. El retrato racconta di una madre rimasta sola con la propria figlioletta che viene da lei interrogata su cosa sia il dolore; in A la vera del bracero, i ricordi dell'infanzia dell'autrice fanno da sfondo alla storia di un omicidio avvenuto in paese e in El Legado un giovane intenzionato a uccidersi, scopre all'interno della spada una lettera del padre che lo convince a desistere e a cambiare vita, inducendolo ad una scelta di eremitaggio e di ascesi che lo condurrà alla felicità.

### I Diari
(Teresa Wils Montt, Lo que no se ha dicho..., 1922, p. 17)

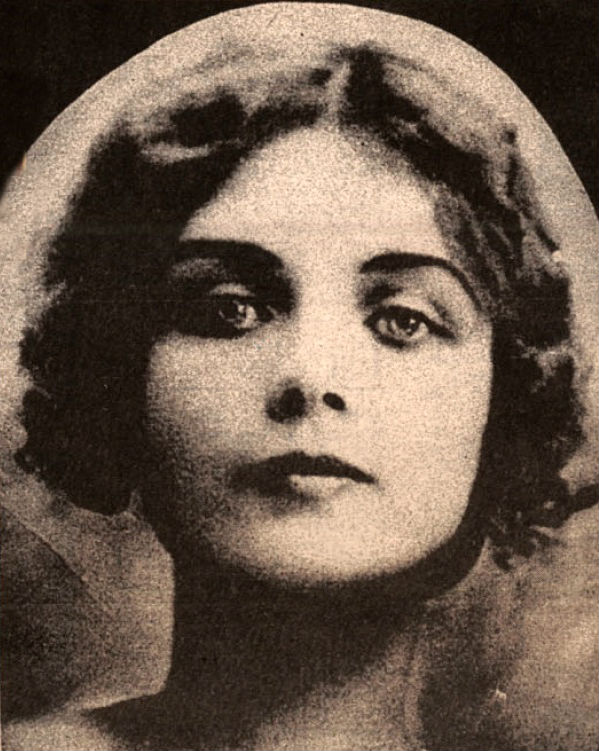
Teresa Wilms Montt

I Diari di Teresa Montt, da lei definiti «el espejo de mis sentimientos» (lo specchio dei miei sentimenti), sono stati pubblicati postumi nel 1994, su consenso degli eredi, a cura della sua biografa ufficiale Ruth González-Vergara. Divisi in quattro parti, fanno parte del volume delle opere complete intitolato Libro del camino, Obras completas, non più ristampato dopo le due edizioni cilene uscite nel 1994 e 1995 dall'Editorial Grijalbo. Nel 2015 sono stati ripubblicati, sempre in Cile, da Editorial Alquimia con il titolo Diarios intimos e nel 2017 riproposti in Spagna dall'editore La señora Dalloway, con il titolo Preciosa sangre: diarios íntimos de Teresa Wilms Montt.
Si sviluppano lungo tutta la vita della scrittrice, dalla sua infanzia alla sua morte. Il primo manoscritto, il solo scritto in terza persona e in lingua francese, non è datato, ma contiene riferimenti, come il terremoto che colpì Valparaíso nel 1906, che aiutano a collocare temporalmente gli episodi raccontati nel periodo dell'infanzia e dell'adolescenza della scrittrice.
Il secondo diario risulta il più completo e comprende eventi che vanno dal suo trasferimento con il marito a Iquique nel 1912, alla clausura cui fu costretta nel convento di Santiago tra il 1915 e il 1916.
Il terzo si estende da aprile 1917 all'inizio del 1918 e racconta del suo soggiorno a Buenos Aires e del successivo viaggio a New York, finito con la sua reclusione di due giorni a Ellis Island.
L'ultimo, scritto tra il 1918 e il 1921, ripercorre i suoi spostamenti tra Madrid, Buenos Aires, Londra, Liverpool, ritorno a Madrid e infine viaggio a Parigi, dove si stabilì e trovò la morte.
Nell'analisi di quest'opera è stato osservata la differenza fra i primi due Diari e quelli successivi: nei primi la scrittura si caratterizzerebbe per la sua immediatezza, l'assenza di filtri, la frammentarietà, l'intimità dello sfogo e l'urgenza di pensiero; nei successivi prevarrebbe uno stile più attento, costruito ed elaborato, sottoposto a revisione dalla stessa autrice, che molto probabilmente aveva intenzione di pubblicarli. Ne sarebbero una conferma la menzione, in un articolo del 1920 di Guillermo de Torre dedicato alla scrittrice cilena, dell'imminente uscita del suo "diario íntimo", e l'annuncio contenuto nell'antiporta del libro Cuentos para los hombres que son todavía niños, pubblicato nel 1919, di un'opera "in preparazione" intitolata El libro del Camino (Diario íntimo). Nella presentazione, pochi giorni dopo la sua morte, di una parte selezionata dell'ultimo diario, proposta come omaggio alla scrittrice sulla rivista Nosotros, cui aveva collaborato, viene infine precisato che queste pagine erano state consegnate a Parigi a uno dei direttori della rivista dalla stessa Wilms Montt. Nei primi mesi del 1922 questa selezione dei diari sarà ripubblicata dall'editore Nascimento nel libro Lo que no se ha dicho (1922), un'antologia di scritti, con una prefazione anonima (attribuita posteriormente a Enrique Gómez-Carrillo), intitolata Teresa Montt, che ne ripercorreva la vita e la poetica.
La studiosa Ana María Baeza definisce il diario intimo di Teresa Wilms Montt come "un gioco di specchi", rilevando la presenza di un soggetto ambivalente, «attraversato dalla realtà storico-biologica di un personaggio-autore e dalla realtà enunciativo-letteraria di un personaggio-narratore». L'autrice ricorrerebbe in modo costante a riferimenti letterari per connotarsi come personaggio romanzesco; fin dalle prime pagine, ad esempio, i ricordi della sua infanzia vengono scritti utilizzando la terza persona, ossia collocandosi come protagonista di una storia. La realtà viene costruita attraverso la letteratura, come quando nei suoi scritti dal convento la giovane reclusa trasfigura l'amore per Vicente in devozione spirituale, scrivendo in francese «je meurs de ne pouvois mourir», eco del «muero porque no muero» di Teresa d'Avila. La compresenza di questi diversi registri nell'opera, compreso l'uso dell'ironia con cui l'autrice parla di se stessa e dei personaggi che la circondano, viene definita da Baeza “inter-litero-subjetividad”.

## Temi e stile
Nelle opere di Wilms Montt sono ricorrenti temi universali come la morte, l'amore, il dolore, la solitudine, l'angoscia esistenziale, la realtà come illusione.
L'immagine e l'evocazione della morte sono presenti in tutti i suoi scritti, con significati diversi: cammino verso la pace, liberazione (nei suoi diari la morte è evocata 37 volte), fusione con la totalità, ponte verso l'eternità e l'illuminazione, ma anche ispirazione, fonte di curiosità e desiderio: «Morire deve essere una cosa deliziosa, come sprofondare in un bagno caldo durante le notti gelide».
Anche il tedio esistenziale, l'«extraño mal», lo stato di inquietudine interiore che caratterizza tutta la sua opera e la sua stessa vita, assumono diverse forme ed intensità: malattia d'amore, annullamento del futuro, dolore inestinguibile; noia, stanchezza, apatia, scetticismo, ossessione del nulla, desiderio di morte: «Morire dopo aver sentito tutto ed essere niente»,«Sono il genio del nullaǃ».
La natura, altro tema centrale, come in tutta la tradizione romantica viene personificata per esprimere lo stato d'animo dell'io lirico, il paesaggio naturale ne riflette i sentimenti. L'identificazione della scrittrice con la natura è dichiarata espressamente: «Non puoi nascondermi nulla, Natura; perché io sono in te, come tu sei in me: fusi l'uno nell'altro come metallo trasformato in un solo pezzo».
Jessica Sequeira, traduttrice inglese di Wilms Montt, ha osservato come alcuni dei temi principali che percorrono la sua opera, come la morte e la bellezza, fossero comuni ad altri poeti cileni a lei contemporanei, come Pedro Prado (Los pájaros errantes, 1915), Gabriela Mistral (Sonetos de la muerte, 1914) e Vicente Huidobro (Las pagodas ocultas, 1916), individuando l'originalità del suo approccio nel marcato carattere intimo e sensuale con il quale essi vennero declinati, nella mistione di toni drammatici e passionali, visionari e trasgressivi.
Secondo González-Vergara l'opera di Wilms Montt è attraversata dal binomio eros/thánatos, vita-amore/morte-dolore e dal tema del macabro, dominante nella costruzione del discorso amoroso di Anuarí.

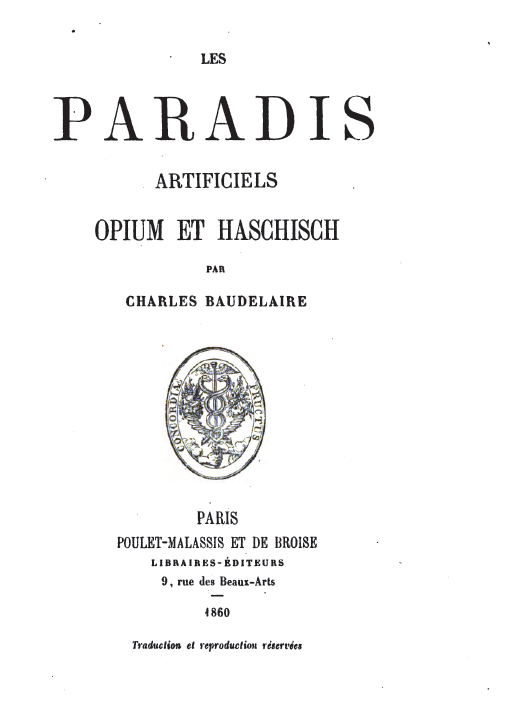
Charles Baudelaire, Les paradis artificiels, opium et haschisch (1860)

Un altro tema particolarmente presente è il riferimento all'uso delle droghe e agli stati di allucinazione che ne derivano. A cavallo del XIX-XX secolo si diffuse il fascino letterario dei "paradisi artificiali" sperimentati da poeti come Thomas de Quincey, Charles Baudelaire e Théophile Gautier; la suggestione esercitata dagli effetti dell'assunzione di stupefacenti come l'oppio, l'hashish, la marjiuana e l'assenzio nell'immaginario estetico del romanticismo e modernismo europeo, si era diffusa anche nell'ambito della poesia spagnola. Uno dei suoi principali esempi è rappresentato dalla raccolta La pipa de kif (1919) di Valle-Inclan, nella quale il poeta descrisse la sua passeggiata per Madrid sotto gli effetti del kif, una droga a base di hashish. Teresa Wilms Montt, che secondo Joaquín Edwards Bello si considerava l'ispiratrice del nuovo corso poetico intrapreso dal poeta galiziano in questa raccolta, aveva cominciato ad assumere droghe, nella forma di analgesici, fin da bambina, perché soffriva spesso di emicranie. In seguito, per garantirsi il sonno, divenne dipendente dal Veronal, un barbiturico molto popolare all'epoca, che avrebbe usato in dose massiccia nel dicembre del 1921 per togliersi la vita, e fece uso regolare di oppio, morfina, laudano, etere, nonché di vari tipi di alcolici, come whisky e cognac. Ne diede testimonianza fin dal suo soggiorno ad Iquique nel 1915, quando iniziò a condurre “vie de bohème”; la sua abituale assunzione di droghe è ricordata anche dal profilo che le dedicò Guillermo de Torre in un articolo del 1920, che la descrisse immersa nella sua ossessione orientalista: «donna che bacia teschi, crede negli apotegmi del "karma", ama l'oppio e la morfina e invocazioni talmudiche e preferisce parole di fumo e sogno».
Nello stile della scrittrice è stato osservato il frequento ricorso alle figure della mitologia classica e della metafora, la personificazione/umanizzazione della natura e degli oggetti («Sbadigliano i cassetti del comò, mostrando la bianchezza delle camicie e tirando fuori la lingua rosa delle cinte, mentre il pizzo del letto, sostiene un’abbronzata polemica con un paio di scarpe che protestano indignate per l’ebrietà dei loro tacchi»), l'uso dell'ironia come strategia discorsiva.
Altri studi rintracciano nelle opere di Wilms Montt la presenza di elementi surrealisti e simbolisti, nelle prose poetiche «una forza metaforica e un lirismo espressionista».
Di poema pittorico parla Sergio Vergara Alarcón riferendosi a un testo poetico composto dalla scrittrice a Londra nel settembre 1915, che evidenzierebbe, nella sua operazione di disarticolazione linguistica, i tratti e l'impronta cubista.

## Critica

### Ricezione dei contemporanei
Le opere di Teresa Wilms Montt ricevettero apprezzamento da parte dei contemporanei, sia a Buenos Aires, dove pubblicò le sue prime due raccolte poetiche, sia a Madrid, dove videro la luce Anuarí e En la quietud del marmol; ne sarebbero una dimostrazione le diverse ristampe prodotte dagli editori e le recensioni apparse nella stampa del tempo. Nel 1931 venne pubblicata ad Hankow, in Cina, una prima edizione di Lo que no se ha dicho…, rieditata a Shanghai nel 1940 e tradotta in inglese da Richard P. Buttrick, che visse per un certo periodo in Cile svolgendo incarichi governativi. Egli avrebbe dato informazione di questa edizione, e dei Diari che stava ugualmente traducendo in inglese, a Juan Ramón Jiménez, che aveva letto e dimostrato apprezzamento per la prosa poetica della scrittrice cilena, da lui definita «mistica del amor y el dolor impensados».
Gli studi sono tuttavia concordi nel segnalare come l'attenzione dei critici si rivelasse più concentrata a decantare le doti fisiche e la personalità della scrittrice, che la sua poetica. Lo stesso prologo al libro En la quietud del marmol (1919) di Enrique Gómez-Carrillo, pubblicato anche nel periodico El Liberal, risulta quasi interamente dedicato all'elogio della sua bellezza:
"pelos" cortados y su bastoncillo insolente, se preguntan
si es una bailarina de los bailes rusos, o una parisiense
fantástica, o una norteamericana tan millonaria
que hasta para sus ojos ha comprado las dos esmeraldas
más grandes y más puras que hay en el mundo.»
(Gomez Carrillo, Teresa de la Cruz, in El Liberal,18 maggio 1918)

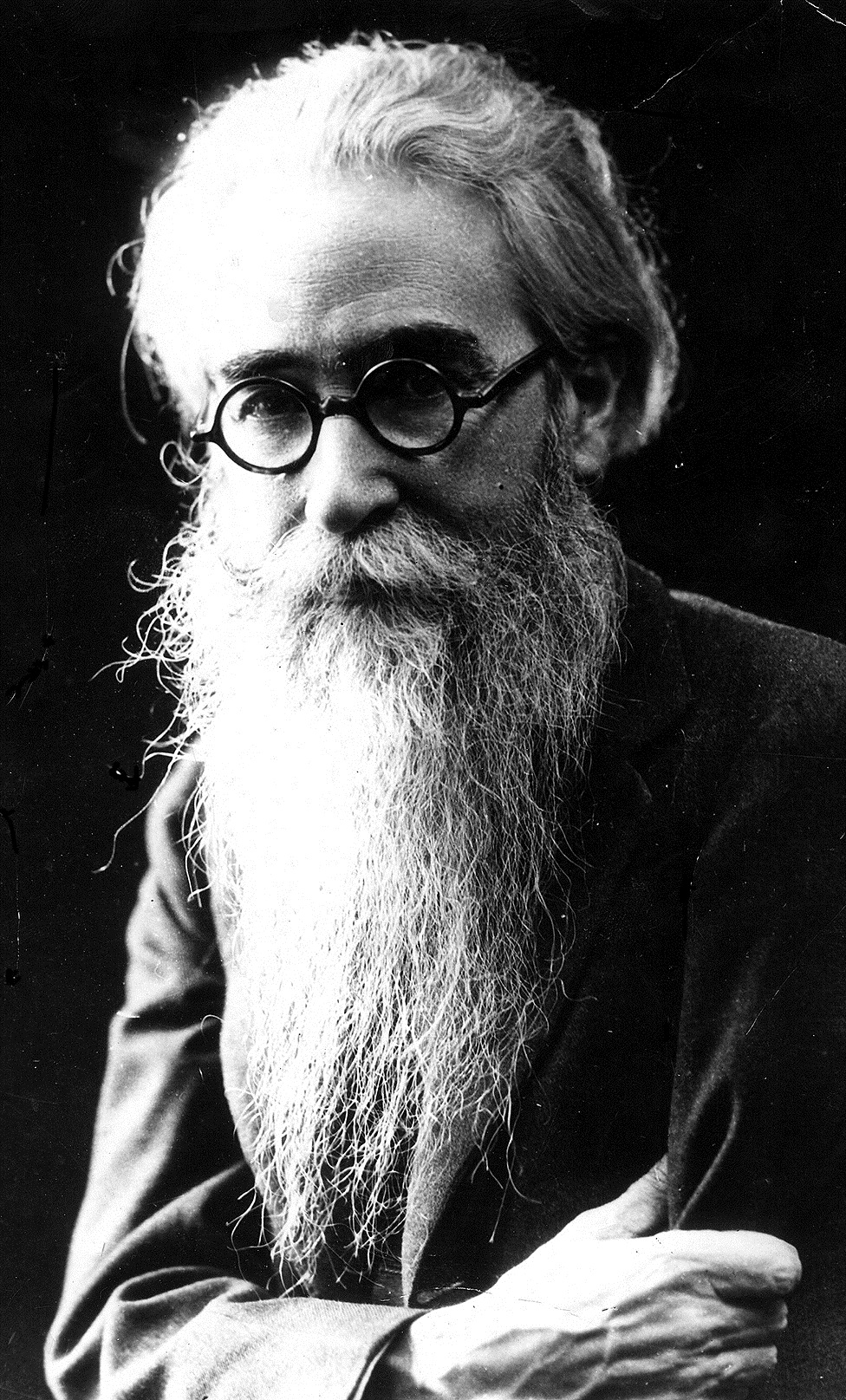
Il poeta spagnolo Ramon Maria del Valle-Inclan negli anni Trenta

Non diverso si presenta il prologo di Valle-Inclan all'opera Anuarí (1918), che così si apre:
(Ramón María del Valle-Inclán, Teresa Wilms, in Anuarí, 1918)
Frequente, nel commentare l'opera della scrittrice cilena, è il riferimento alla sua appartenenza al genere femminile, all'interno del quale, anche dal punto di vista della valutazione della sua produzione letteraria, viene confinata: in un articolo pubblicato nel 1920 sulla rivista Grecia il poeta e saggista spagnolo Guillermo de Torre, paragonandola ad altre artiste contemporanee, come Rachilde, Anna de Noailles, Lucie Delarue-Mardrus, Sibilla Aleramo, Alice Bailly, ripone l'originalità e la forza letteraria di Wilms Montt nei suoi "tratti inconsueti", nella vasta gamma di tonalità liriche dalle matrici contraddittorie (erotismo, misticismo, elegia), segno di «una limpida prospettiva genuinamente femminile e originalmente sessuale», che la rende superiore al livello raggiunto dalle scrittrici sudamericane, americane e spagnole, «piene di cliché e noiose pruderie».

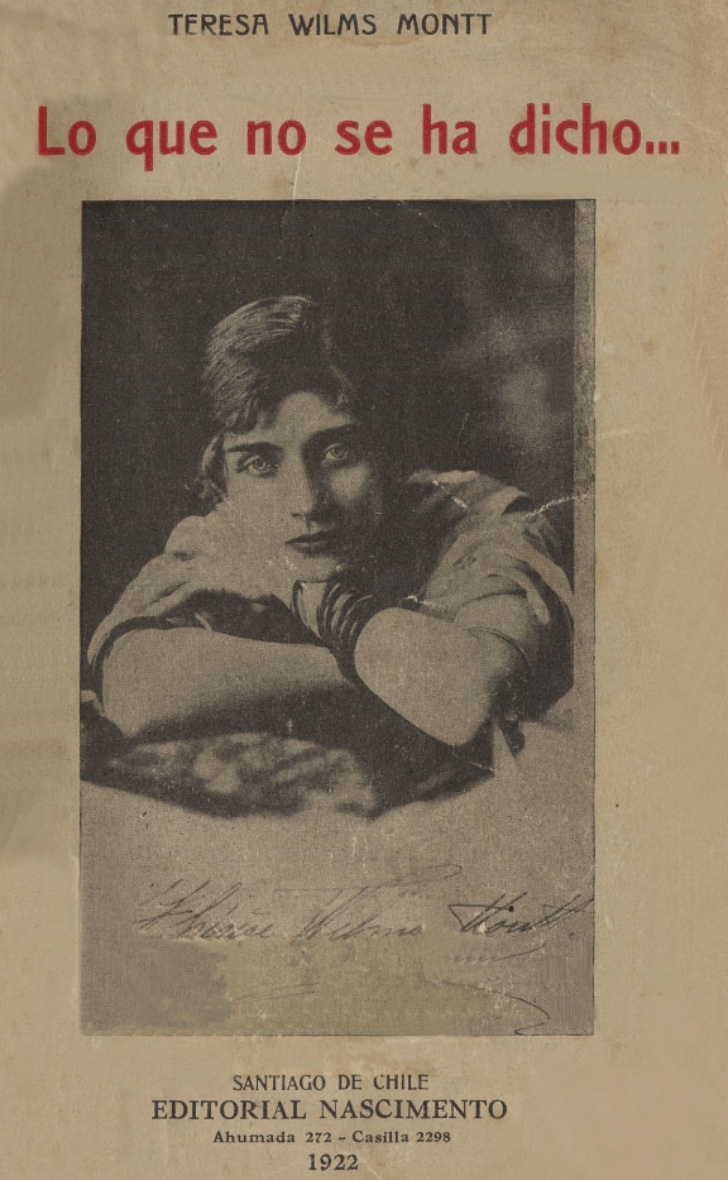
Lo que no se ha dicho, antologia di scritti di Teresa Wilms Montt pubblicata dopo la sua morte, nel 1922, da Editorial Nascimento

Di diverso contenuto e giudizio risulta l'introduzione all'antologia Lo que no se ha dicho..., dal titolo Teresa Wilms, pubblicata subito dopo la morte della scrittrice, di autore non dichiarato, ma attribuita a Enrique Gómez-Carrillo, lo stesso autore del Prologo di En la quietud del marmol. In questo saggio di circa nove pagine, in cui viene descritta la sua personalità ribelle e ricordato con enfasi il suo "tragico destino" di madre e amante, l'elogio dei suoi scritti viene mitigato dall'affermazione che «le sue prime tre opere non sono altro che un lamento ripetuto sulla stessa corda; il soliloquio monocorde di un'anima malata di tristezza, affogata nella malinconia instillata in essa dalla morte irreparabile di un amore unico». Diversamente da grandi creazioni, come Werther o Adolfo che commossero con la confessione delle loro vite lacerate, conclude Gómez-Carrillo, sarebbe mancata all'autrice «la serenità necessaria per abbandonarsi e liberarsi per un istante dal piccolo dominio delle sue emozioni interiori».

### Anni cinquanta e sessanta
Nel 1958 Antonio de Undurraga nel suo Atlas de la poesía de Chile (1958) incluse Teresa Wilms Montt in un gruppo composto da «neoromantici, idealisti, metafisici, antimodernisti e nietzscheani».
Circa dieci anni dopo lo scrittore e poeta cileno Luis Oyarzún (1920-1972), membro dell'Academia Chilena de la Lengua, in una sua raccolta di saggi dedicò a Teresa Wilms Montt un approfondito articolo, nel quale la difesa e l'elogio del carattere istintivo e immediato del linguaggio poetico della scrittrice, annoverato nel genere della poesia lirica romantica, tendente ad abolire ogni distanza fra "l'arte del creatore e la sua creatura", si accompagnava alla considerazione di una comune matrice che legava i temi principali della sua opera allo "stato d'animo collettivo" diffuso nella società cilena di quel periodo. A partire dal 1910, secondo Oyarzún, nella poesia cilena era andato affermandosi un particolare simbolismo volto a rappresentare l'angoscia del tedium vitae, una forma di "agonia culturale" derivante dalla consapevolezza che il vecchio mondo e la vecchia classe dominante stavano scomparendo, e con essi, una società e un modo di essere e di vivere. La disperazione, l'angoscia, l'impossibilità di trovare consolazione, presenti nell'opera di Wilms Montt, esprimevano a suo parere «il comune sentimento dell'essere ossessionati dal nulla, lo scetticismo radicale» legati ad un mondo morente, a un ordine sociale giunto al crepuscolo, ai quali si cercava di rispondere rifugiandosi nella natura e nel «dialogo solitario dell'essere con il proprio cuore». Quando prevaleva, quasi inevitabilmente, il sentimento della vacuità del mondo, si faceva strada, come nel caso di Wilms Montt, l'idea della morte.

### Gli anni novanta del Novecento e il nuovo secolo
Sulla stretta appartenenza di Wilms Montt alla sua epoca e al contesto culturale di origine, si è soffermato anche Bernardo Subercaseaux nel suo Genealogía de la Vanguardia en Chile (1998), collocando la scrittrice - con Inés Echeverría de Larraín, Mariana Cox Stuven, Hernán Díaz Arrieta ed altre autrici - in quella corrente di sensibilità letteraria ed estetica sviluppatasi in Cile nel 1910 e animata da un clima antipositivista, da lui chiamata "spiritualismo di avanguardia". Secondo Subercaseaux questa tendenza, nata sotto l'ala del femminismo aristocratico, sostenitore dell'emancipazione delle donne dallo spazio domestico e critico sul piano politico nei confronti dell'oligarchia dominante, possedeva come tratto distintivo il valore assegnato all'interiorità e alla vita spirituale come «fulcro, materia prima e fonte d'ispirazione». Lo "spiritualismo di avanguardia" prediligeva come generi il romanzo, la prosa poetica, il diario, che ponevano al centro della narrazione le vicissitudini dell'anima, la natura e il paesaggio in chiave romantica, utilizzando come meccanismi compositivi «presentimenti, rivelazioni fuggitive e inesplicabili, evocazioni, suggestioni, divagazioni, intuizioni improvvise, sofferenze, rassegnazioni e grandi dolori».
González-Vergara, autrice nel 1993 della biografia di Teresa Wilms Montt e curatrice della sua opera completa, ne ha interpretato la personalità e l'opera come risultato della fusione di diverse culture: «germanica, creola/religiosa, ispano/francese, indù», lo scetticismo di inizio secolo, mescolati con il personale patrimonio genetico-sociale della scrittrice e le vicende che segnarono profondamente la sua vita, in primis la perdita delle due figlie e il suicidio del suo innamorato.
Anche Cristina Sparagana nell'articolo dedicato alla scrittrice cilena pubblicato in Italia nel 2008, ha rilevato la convergenza, nella sua poetica, di aspetti caratteristici della cultura nordica, come la «tendenza "lugubre" e perciò malinconica e spettrale", con altri che richiamerebbero "il retaggio latinoamericano, di ascendenza cattolica e paolina, di un concetto del "macabro" come tetro castigo a un'esistenza troppo illuminata».

### Studi di genere

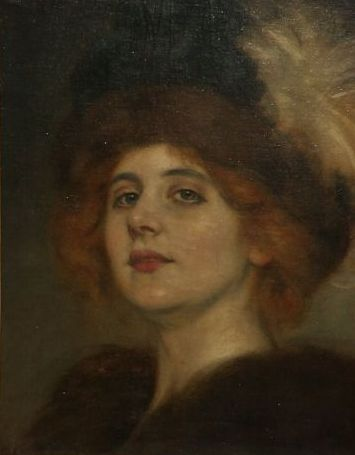
Ritratto di Teresa Wilms Montt realizzato da Antonio de la Gándara

Il primo studio sulla vita e la scrittura di Teresa Wilms Montt condotto da una prospettiva femminista è precedente all'uscita della biografia e delle opere complete della scrittrice curate da González-Vergara. L'autrice è Marjorie Agosín e l'articolo Teresa Wilms Montt: A Forgotten Legend, pubblicato nel 1990 sulla rivista accademica statunitense Women’s Studies International Forum, rappresenta un'importante conferma della scarsa conoscenza e diffusione delle opere della scrittrice cilena a settant'anni dalla sua morte. Il testo su cui si basa lo studio, infatti, è limitato all'antologia pubblicata dall'editore Nascimento nel 1922, all'indomani della scomparsa di Wilms Montt, un libro che la studiosa statunitense dichiara di aver avuto molta difficoltà a reperire, così come del tutto casuale risulta essere stata la sua scoperta di questa scrittrice. Uno degli obbiettivi che Agosín si pone è di esaminare, analizzando il contesto storico e letterario dell'epoca, la condizione sociale femminile e il legame tra la scrittura di Wilms Montt e la sua biografia, «i processi sociali che hanno lavorato per ostracizzare questa brillante poetessa e sopprimere i suoi scritti». La sua conclusione è che l'assenza della scrittrice dalla tradizione letteraria cilena rappresenti un esempio dell'esclusione più generale delle autrici dai canoni istituzionali della letteratura e una forma di ostracismo sociale nei confronti delle donne impegnate in attività intellettuali, al di fuori dello spazio domestico tradizionalmente loro assegnato. A Teresa Wilms Montt, «arrabbiata e desiderosa di essere qualcosa di più di una casalinga», Agosín attribuisce il merito di un linguaggio moderno e di una prosa lirica sorprendenti, riflesso della «migliore tradizione umanista del XIX secolo».
La denuncia dell'esclusione dai canoni letterari e del silenziamento dell'opera di Wilms Montt è presente anche nella biografia della scrittrice cilena pubblicata qualche anno dopo da González-Vergara, nella quale viene sottolineata la ribellione della scrittrice alle regole sociali patriarcali e la sua affermazione come figura femminile diametralmente opposta a quella diffusa nei primi decenni del XX secolo: assumere comportamenti allora considerati maschili, come «scrivere, frequentare caffè, passeggiare di notte per le vie di Madrid, condurre vita bohémienne, condividerla con i compagni di tertulias, discutere tête-à-tête su disquisizioni letterarie e filosofiche», significava rompere lo spazio privato, domestico, riservato alle donne, e invadere quello pubblico del dominio maschile.
Sul finire del secolo, Norberto Flores Castro analizzando l'opera di Wilms Montt ha sostenuto che la scrittrice avrebbe sovvertito i limiti assegnati nel contesto patriarcale di inizio secolo alla scrittura femminile, identificata nell' "ozioso" filone sentimentale, e ha visto nelle sue opere l'affermazione di un soggetto femminile sensuale, alla ricerca del proprio piacere, che rifiuta il ruolo passivo e la concezione dell'amore come strumento di assoggettamento all'uomo da parte della donna.

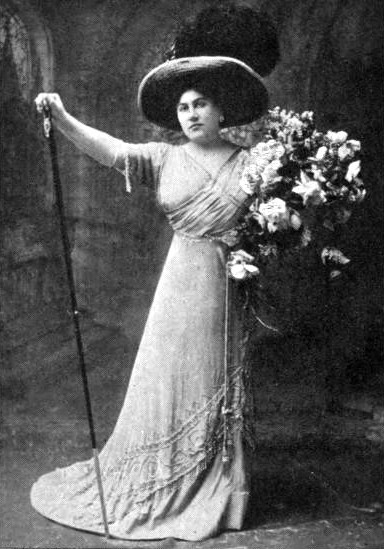
Emmy Destinn nel ruolo di Tosca, una delle opere amate da Teresa Wilms Montt

Ana María Baeza, autrice nel primo decennio del XXI secolo di numerosi studi sull'opera di Wilms Montt condotti da una prospettiva di genere, ha sottolineato la tensione esistente fra scelte di vita trasgressive della scrittrice e il conflitto generato dal mancato rispetto dei ruoli sociali imposti a quel tempo alle donne, un dissidio ritenuto responsabile delle forme di malinconia e di depressione di cui avrebbe sofferto e che costituisce il nucleo emotivo della sua scrittura. L'accusa di adulterio che avrebbe determinato la rottura con la famiglia e il marito, la perdita delle figlie e l'allontanamento dalla sua classe sociale e dal suo paese, definita da Baez «la trasgressione - attraverso la sua sessualità e il suo corpo - dell'integrità del "corpo sociale" e del "corpo familiare"», da una parte avrebbe permesso la nascita della sua nuova identità di scrittrice, rendendola padrona delle proprie azioni e del proprio corpo, dall'altra avrebbe causato in lei una frattura insanabile. Conseguenza ne sarebbero state le diverse "maschere" indossate per inserirsi nel contesto letterario del tempo - compresa l'adesione alla corrente dello "spiritualismo d'avanguardia", l'uso dello pseudonimo - e per definire la propria identità poliforma: «musa, statua della bellezza ideale, donna innocente e angelica, donna sottomessa, mistica, donna malata e ipersensibile, mater dolorosa, femme fatale, donna come simbolo del demoniaco». Dopo il suicidio di Anuarí e la partenza per l'Europa, la situazione emotiva della scrittrice sarebbe via via peggiorata; autodefinendosi "il genio del nulla", avrebbe abbracciato l'idea della morte come forma di trascendenza e di fusione con la totalità.
Dal punto di vista dell'analisi letteraria, Baeza ha osservato come in Anuarí e En la quietud del marmo, creando un amante morto, femminilizzato, come sua musa ispiratrice, Teresa Wilms Montt avesse decostruito, capovolgendolo, il ruolo femminile e maschile e il tema romantico della "morte di una bella donna". Anuarí, inoltre, non avrebbe rappresentato solo la fonte d'ispirazione o l'amore perduto, ma anche la metafora della creazione poetica: l'atto di reclamare la maternità di Anuarí («ti canto come se fossi nato da me. E tu sei nato da me; e per me e in me tu vivi», «ti aspiro nell'atmosfera, ti immagino nel mistero, ti estraggo dal nulla») viene interpretato da Baeza come la rivendicazione dell'autorialità della creazione letteraria, l'affermazione che quella figura poetica era il prodotto/figlio realizzato da una madre/scrittrice attraverso il testo. Nella costruzione di Anuarí conviverebbero tuttavia tre modelli femminili che rappresentano le declinazione di genere dell'epoca e che rivelano l'ambiguità del testo: la madre, la musa spirituale (anche se di segno invertito), l'amante perversa che ne brama il corpo.

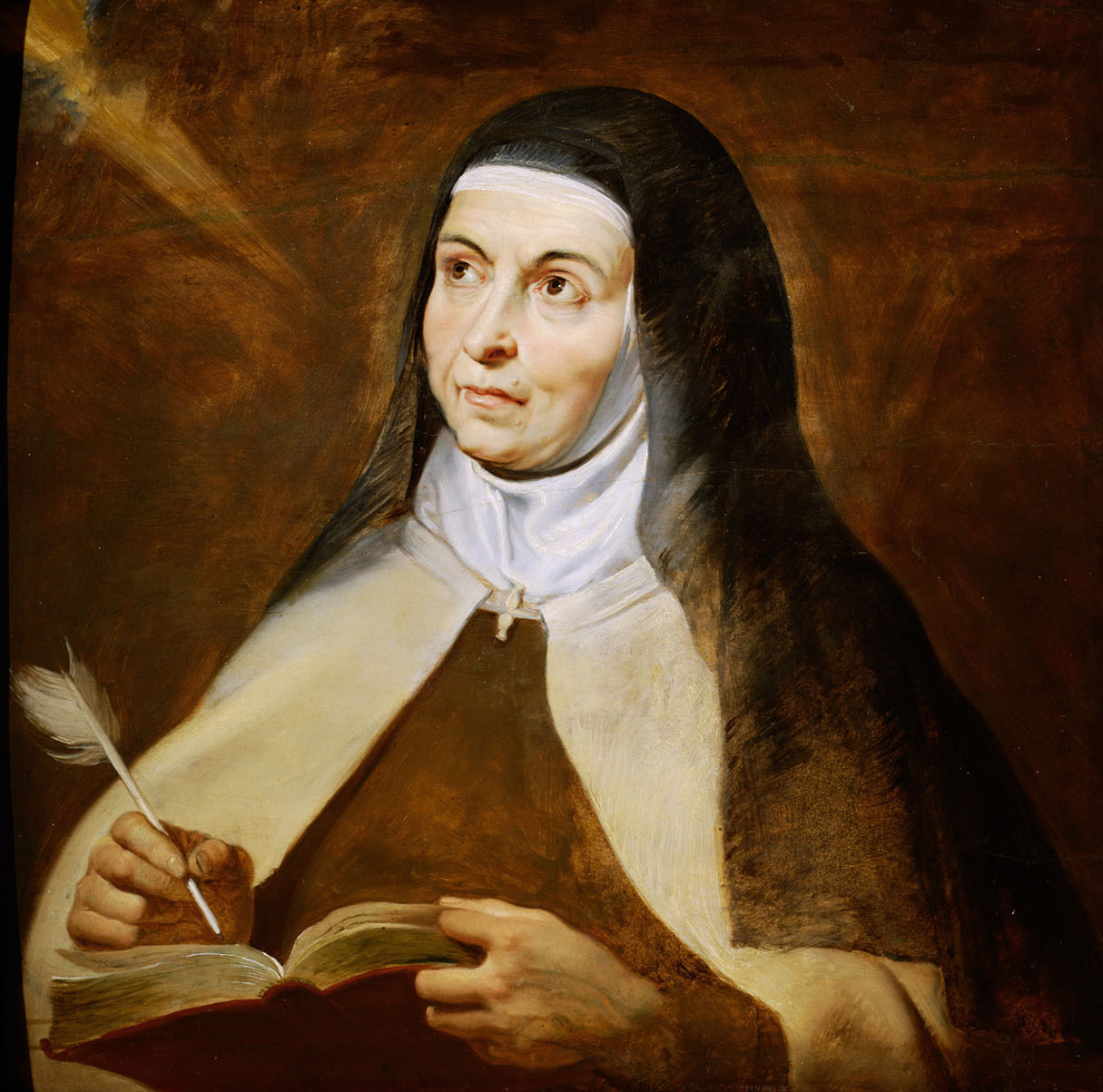
Santa Teresa di Gesù in un dipinto di Peter Paul Rubens

Marina Alvarado in Teresa Wilms Montt, Estrategias textuales y conflicto de época (2015), indaga sulle strategie testuali messe in atto da Wilms Montt per dare forma alla propria soggettività, utilizzando gli strumenti dell'analisi del discorso propri della scuola francese, della critica femminista e degli studi psicoanalitici basati sulle teorie di Lacan. Secondo la studiosa, i generi del diario privato e della prosa poetica rappresenterebbero delle vie di fuga di cui l'autrice si serve per costruire la propria identità, nello sforzo di collocarsi al di là dell'ordine simbolico e dei ruoli e modelli patriarcali. Anche secondo Alvarado la vita e l'opera di Wilms Montt rivelerebbero uno sdoppiamento, una scissione fra il mondo immaginario, costituito dai suoi desideri e suoi ideali, e il mondo della sua vita reale, segnato da un'infanzia oppressa, un matrimonio infelice, la reclusione in convento, la perdita dell'amato. Per far fronte al suo desiderio di libertà, Wilms Montt avrebbe elaborato un personaggio corrispondente al modello maschile dell'intellettuale dell'epoca - single, cosmopolita, incline ai piaceri e alle avventure amorose - e un soggetto narrante, un io lirico a sua volta scisso, caratterizzato da varie maschere di rappresentazione, ma sempre alla ricerca di una possibilità di superamento della propria frammentazione: attraverso l'identificazione con la natura, l'utopia, l'ascesi mistica. Il sentimento religioso, i simbolismi della tradizione mistica europea presenti nelle opere di Wilms Montt - e dai lei stessi rappresentati nello pseudonimo di Teresa de la Cruz -  il cammino di sofferenza indicato per l'accesso a Dio/all'amato Anuarí, della stessa forma del percorso dell'anima verso l'illuminazione descritto nel Cantico spirituale da San Giovanni della Croce, vengono letti nella critica femminista di Toril Moi e Luce Irigaray, riportata da Alvarado, come luogo e forma dell'espressione femminile: «il discorso mistico è l'unico luogo in cui le donne parlano e agiscono. [...] L'anima mistica si trasforma in una corrente fluente che dissolve ogni differenza; elude la razionalità speculare della logica patriarcale». Anche secondo Alvarado, la frantumazione del soggetto si sarebbe presentata tuttavia a tal punto irreversibile che l'unica via di uscita dal disastro vitale che affliggeva Wilms Mont sarebbe stata da lei riposta nella morte.
Le contraddizioni presenti nella scrittura e nella persona di Teresa Wilms Montt vengono richiamate anche in altri studi che hanno messo in luce, ad esempio, l'ambiguità del rapporto che la scrittrice cilena stabilì con il proprio genere e la sua scarsa elaborazione teorica, di cui alcuni passi del suo diario darebbero testimonianza: «La mia opinione sulle donne è molto triste e molte volte mi vergogno di essere donna [...] Senza essere cattive, sembrano esserlo, sono deboli, orgogliose, profondamente stupide e vanitose. Sono animali abitudinari!». Sempre dai diari trasparirebbero il dissidio vissuto dalla scrittrice tra il modello di virtù femminile, il desiderio di «essere amata e stimata come una brava donna», sfociante spesso nel senso di colpa di non essere riuscita a realizzarsi come madre, e quello eccentrico, disinibito dell'artista che abusa di liquori e droghe e usa un linguaggio audace ed erotico. Nel 1915 scrisse nel suo diario: «Ci sono due esseri in me, solo io lo so [...] , per vivere in questo mondo, conviene solo mostrare solo quello che conoscono».

## Opere
- (ES) Inquietudes sentimentales, Buenos Aires, Imprenta Mercatali, 1917.
- (ES) Los tres cantos, Buenos Aires, B. Moen, 1917.
- (ES) La Gloria de don Ramiro, Santiago, 1917.
- (ES) Con las manos juntas, Santiago, 1918. Elegia dedicata alla madre morta, pubblicata nella raccolta postuma Lo que no se ha dicho... (1922)
- (ES) En la quietud del mármol (PDF), Madrid, Casa Ed. Blanco, 1918.
- (ES) Anuarí, Madrid, Casa Ed. Blanco, 1918.
- (ES) Cuentos para hombres que son todavía niños, Buenos Aires, Otero & Co., 1919.

### Postume
- (ES) Lo que no se ha dicho... (PDF), Santiago de Cile, Editorial Nascimento, 1922. Contiene: Páginas de mi diario; Con las manos juntas (pubblicata nel 1918 nella rivista Chile magazine); Los tres cantos; Del diario de Sylvia (Apuntes para una novela); Anuarí.[168]
- (EN) That wich has not been told [Lo que no se ha dicho], traduzione di Richard P. Buttrick, Hankhow (Cina), 1931.[169]
- (ES) Ruth González-Vergara (a cura di), Libro del camino : obras completas, México, Grijalbo, 1995, ISBN 97-895-62580-32-8. Include: Páginas de Diario I, II, III y IV, Inquietudes Sentimentales, Los Tres Cantos, En la Quietud del Mármol, Cuentos para los hombres que son todavía niños, La Gloria de don Ramiro, Belzebuth e Con las manos juntas
- (ES) Anuarí, introducción, Luzmaría Jiménez Faro, prólogo Ramón del Valle-Inclán, Madrid, Torremozas Ediciones, 2009.
- (ES) Teresa Wilms Montt, Diarios íntimos, a cura di Alejandra Costamagna, Julieta Marchant, Santiago, Alquimia Ediciones, 2015, OCLC 1251789585.
- (ES) Julieta Marchant (a cura di), Poesia reunídas, Santiago, Alquimia Ediciones, 2016, ISBN 97-895-69131-19-6. Contiene le quattro raccolte di poesie di Teresa Wilms Montt pubblicate fra il 1917 e il 1918, più il poema Belzebuth uscito nel 1919.
- (ES) Teresa Wilms Montt, Preciosa sangre : diarios íntimos de Teresa Wilms Montt, Malaga, La señora Dalloway, 2017.
- (ES) Teresa Wilms Montt, Dos veces transgredir, a cura di Pamela Tighe, Santiago de Chile, Ediciones Liz, 2021, OCLC 1268549498.

### In italiano
- Teresa Wilms Montt, Il cuore soffoca, traduzione e cura di Alessandra Pelizzaro, San Donà di Piave, 2024, Storie Effimere, ISBN 9791281707085.
- Nella quiete della notte. Teresa Wilms Montt, testi e trad. di Lorenzo Marletti, illustrazioni di Giuseppe Peduto, Roma, Bakemono Lab, 2024.

- Teresa Wilms Montt, Inquietudini sentimentali, a cura di Salvatore Messina, Perugia, Futura Libri, 2024, ISBN 9788833782720.

### Fonti primarie
- (ES) Teresa Wilms Montt, Inquietudes sentimentales, Buenos Aires, Imprenta Mercatali, 1917.
- (ES) Teresa Wilms Montt, Los tres cantos, 2ª ed., Buenos Aires, Balder Moen, 1917.
- (ES) Teresa Wilms Montt, En la quietud del mármol (PDF), Madrid, Casa Editora Blanco, 1918.
- (ES) Teresa Wilms Montt, Anuarí, introduzione di Luzmaría Jiménez Faro, prologo di Ramón del Valle-Inclán, Madrid, Torremozas Ediciones, 2009, ISBN 9788478394388.
- (ES) Teresa Wilms Montt, Cuentos para hombres que son todavía niños (PDF), Buenos Aires, Otero & Co., 1919.
- (ES) Teresa Wilms Montt, Los que no se ha dicho... (PDF), Santiago de Chile, Editorial Nascimento, 1922.
- (ES) Teresa Wilms Montt, Diarios íntimos, Alquimia, 2015, OCLC 1252861068.
- (ES) Teresa Wilms Montt, Libro del camino : obras completas, a cura di González-Vergara, México, Grijalbo, 1994, ISBN 9789562580328.

### Fonti secondarie
- (EN) Marjorie Agosín, Teresa Wilms Montt: A Forgotten Legend, in Women’s Studies International Forum, vol. 13, n. 3, 1990,  pp. 195-199.
- (ES) Marina Alvarado Cornejo, Ni aristócratas, ni rebeldes, ni tristes ni contentos: Escritura y Revistas Literarias de Joaquín Edwards Bello, Teresa Wilms Montt y Vicente Huidobro, in Literatura y Lingüística, n. 21, 2010,  pp. 29-44. URL consultato il 20 febbraio 2022.
- (ES) Marina Alvarado Cornejo, Teresa Wilms Montt : estrategias textuales y conflicto de época, Santiago de Chile, Ediciones UCSH Cuarto Propio, 2015, ISBN 9789562606226.
- (ES) Anna Baeza Carvallo, Teresa Wilms Montt: En la quietud del mármol, in No ser más la bella muerta : erotismo, sujeto y poesía en Delmira Agustini, Teresa Wilms Montt y Clara Lair, Santiago de Chile, Editorial de la Universidad de Santiago de Chile, 2012,  pp. 207-251, ISBN 9789563032123.
- (ES) Anna Baeza Carvallo, El genio de la Nada. Análisis de una subjetividad novelesca en el Diario de Teresa Wilms Montt, in América Latina y el mundo : exploraciones en torno a identidades, discursos y genealogías, Universidad de Chile, 2004,  pp. 67-82.
- (ES) Norberto Flores Castro, Teresa Wilms Montt: discurso sentimental y critica literaria de inicios del siglo XX, in Nueva Revista del Pacifico, n. 43-44, 1998/1999,  pp. 135-143.
- (ES) Alejandra Costamagna, Teresa Wilms Montt. De tumba en tumba, in Diarios íntimos, Santiago, Alquimia Ediciones, 2015,  pp. 13-28.
- (ES) Carolina Miranda G., Los Diarios de Teresa Wilms Montt, in Logos, Revista de Lingüística, Filosofía y Literatura, vol. 18, n. 1, 2008,  pp. 4-16.
- (ES) Érika Chalán Montoya, No apta para señoritas : la capsula del tiempo de Teresa Wilms Montt, Pichilemu, Chile, Ruta & Leyenda Ediciones, OCLC 1232239404.
- (ES) Ruth González-Vergara, Teresa Wils Montt: Un canto de libertad, Santiago, Editorial Grijalbo, 1993.
- (ES) Mayte Martín Ramiro, “Nada tengo, nada quiero…enferma del extraño mal”: el spleen en la obra de Teresa Wilms Montt…, in Daniele Cerrato (a cura di), Escritoras y personajes femeninos en relación, Madrid, Dykinson, 2021,  pp. 778-792, ISBN 978-84-1377-744-3.
- (ES) Leonidas Morales Toro, Diarios íntimos de mujeres chilenas: el no lugar aristocrático de la enunciación, in Aisthesis, vol. 53, 2013,  pp. 115-126. URL consultato il 22 febbraio 2022.
- (ES) Luis Oyarzún, Lo que no se dijo. Teresa Wilms, in Temas de la cultura chilena, Santiago, Editorial Universitaria, 1967,  pp. 101-112.
- (ES) Alessandra Pelizzaro, Diarios públicos y privados : Juana Manuela Gorriti y Teresa Wilms Montt, Sevilla, Editorial Renacimiento, 2019, ISBN 9788417550714.
- Cristina Sparagana, Teresa Wilms Montt. Un canto di libertà, in Poesia. Mensile internazionale di cultura poetica, vol. 21, n. 229, 2008,  pp. 2-14.
- (ES) Bernardo Subercaseaux, Genealogía de la vanguardia en Chile : la década del centenario, Santiago, Facultad de Filosofía y Humanidades, Universidad de Chile, 1998, OCLC 41584164.
- (ES) Araceli Toledo Olivar, En el ensueño del caleidoscopio: Teresa Wilms Montt y Nahui Olin, Puebla, Benemérita Universidad Autónoma de Puebla, 2018, ISBN 978-607-525-459-3.
- (ES) Macarena Valdés Domínguez, Soy Teresa Wilms Montt : grande entre lo pequeño, pequeña ante el infinito, Santiago de Chile, Catalonia, 2018, ISBN 9789563246490.

### Video Documentari
- (ES) Teresa Wilms Montt, la escritora indomable, 31 gennaio 2019. URL consultato il 4 gennaio 2022.
- (ES) Preciosa sangre. Diarios íntimos de Teresa Wilms Montt, Instituto Cervantes, 14 dicembre 2017. URL consultato il 4 gennaio 2022.
- (ES) Teresa Wilms Montt a 100 años de su partida, 21 dicembre 2021. URL consultato il 20 febbraio 2022.